# Sphagnum flaccidifolium
Sphagnum flaccidifolium là một loài rêu trong họ Sphagnaceae. Loài này được Dixon ex A. Johnson mô tả khoa học đầu tiên năm 1959.